# Máza
Máza es un pueblo ubicado en el distrito de Komló, en el condado de Baranya, Hungría.

## Superficie
Posee una superficie de 10,69 kilómetros cuadrados.

## Demografía
Hasta 2019 la población era de 1138 habitantes, con una densidad de población de 106,5 habitantes por kilómetro cuadrado.